# Il pianista virtuoso - 60 esercizi
Il pianista virtuoso - 60 esercizi è l'opera più nota di Charles-Louis Hanon, tanto da essere "l'Hanon" per antonomasia. È basato sull'idea di fornire esercizi che presentino mere difficoltà tecniche, senza pretese musicali e senza le difficoltà degli studi o esercizi tradizionali, che includono le difficoltà tecniche dentro veri e propri brani da imparare. Si libera l'allievo dall'onere di apprendere ed eseguire un intero brano e questo può concentrarsi solo su una difficoltà tecnica ben definita.

## Descrizione degli esercizi
Un esercizio-tipo dell'Hanon essenzialmente presenta una battuta con un "tema" che viene riproposto identicamente partendo dal tasto bianco successivo e così via, salendo così di due ottave e poi discendendo eseguendo lo stesso tema ma al contrario, così da proporre nella fase discendente alla mano sinistra le difficoltà che la mano destra ha avuto in fase ascendente e viceversa, il tutto in modo simmetrico.
Anche la diteggiatura è speculare per poter fornire alle due mani lo stesso identico esercizio, anche se per alcuni esercizi si nota una non esatta simmetria per la diteggiatura dell'andata e quella del ritorno, forse per alleggerire il lavoro delle dita deboli della sinistra.
Esercizi così formulati possono essere appresi in pochi minuti, quindi l'allievo deve concentrarsi ad eseguirli in modo pulito ed a velocità soddisfacente, considerando anche che contengono dei passaggi o posizioni scomode e fanno lavorare molto le dita deboli. Ben si prestano ad essere studiati con variazioni ritmiche e permettono ad un maestro attento di notare se l'allievo scarica correttamente la tensione delle dita o la accumula irrigidendosi e rischiando di danneggiare la mano.
Non mancano però esercizi di arpeggi, inoltre vari esercizi presentano tutte le scale maggiori e minori, cromatiche eccetera L'opera si chiude con un lunghissimo esercizio di varie pagine sul tremolo.

## Critiche
Il metodo riceve critiche, poiché facendo ripetere molto questi esercizi ad allievi che ancora non sono in grado di rilassare correttamente la mano o non hanno abbastanza forza, si rischia che essi danneggino la propria articolazione, specie considerando il numero impressionante di ripetizioni. Inoltre le mani suonano contemporaneamente, per cui la mano sinistra rallenta la destra. Il maestro deve essere sempre attento ed insegnare all'allievo a non farsi del male in tal modo stremando i tendini.
L'opera intera andrebbe suonata ogni giorno (tutti gli esercizi dal primo all'ultimo senza fermarsi) fin quando le difficoltà tecniche non sono state acquisite; secondo l'autore ciò dovrebbe durare un'ora, ma solo un pianista esperto potrebbe riuscire a suonare in tale tempo tutti gli esercizi, ed ignorando tutti i ritornelli (e considerando che vari esercizi presentano, ognuno in modo diverso, tutte le scale maggiori e minori). Uno dei critici più severi del metodo, Chuan C. Chang, fa notare che per un pianista questo significherebbe usare una gran parte del suo tempo ripetendo gli esercizi dell'Hanon invece che imparare nuovi pezzi o mantenere quelli che già ha in repertorio, o anche esercitarsi con esercizi di altri autori di didattica pianistica. Inoltre, una volta finiti i 60 esercizi ogni giorno, si inizierebbe a studiare gli altri pezzi con le mani già stanche.
Anche chi usa questo metodo è generalmente d'accordo sulla poco utilità o dannosità di applicarlo alla lettera come descritto dall'autore, e lo relegano generalmente ai primi anni di studio, poiché grazie ad esso viene più facile bruciare delle tappe e sviluppare forza ed indipendenza delle dita meno usate.
Infine, molte delle affermazioni dell'autore sembrano essere troppo ottimistiche o devianti, quasi a voler "vendere" e convincere sulla validità del metodo, che pur essendo in grado di dare molti vantaggi se correttamente utilizzato, da solo non basta allo scopo di formare addirittura un virtuoso, promessa che presenta già il titolo ed è riproposta più volte nel testo. Non mancano inoltre espressioni del tipo "solo così" si può diventare un virtuoso, facendolo sembrare quasi indispensabile.